# 187
187 (сто осемдесет и седма) година по юлианския календар е невисокосна година, започваща в неделя. Това е 187-а година от новата ера, 187-а година от първото хилядолетие, 87-а година от 2 век, 7-а година от 9-о десетилетие на 2 век, 8-а година от 180-те години. В Рим е наричана Година на консулството на Квинтий и Елиан (или по-рядко – 940 Ab urbe condita, „940-а година от основаването на града“).

## Събития
- Консули в Рим са Луций Брутий Квинтий Криспин и Луций Росций Елиан Пакул.
- Епископ Византийски става Олимпиан. (187 – 198)
- Луций Септимий Север е назначен за легат на Лионска Галия.
- Клодий Албин побеждава хатите – германско племе, което контролира района, включващ Шварцвалд.
- Въстание на Жанг Чун и Жанг Ю.

## Родени
- Цао Пей, първи император на Уей (починал 226 г.)